# ويليام إتش فيتزباتريك
ويليام إتش فيتزباتريك (بالإنجليزية: William H. Fitzpatrick)‏ هو شخصية أعمال أمريكي، ولد في 28 سبتمبر 1865، وتوفي في 6 يناير 1932 في نيويورك في الولايات المتحدة.
تلقى تعليمه محليًا ، وعمل في مجموعة متنوعة من الوظائف ، بما في ذلك قيادة شاحنة الحليب. 
أصبح لاحقًا نشطًا في أعمال المقاولات ، وأدار شركة إنشاءات ناجحة ، بافالو دبليو إتش فيتزباتريك وأولاده.